# USS Gunston Hall (LSD-44)

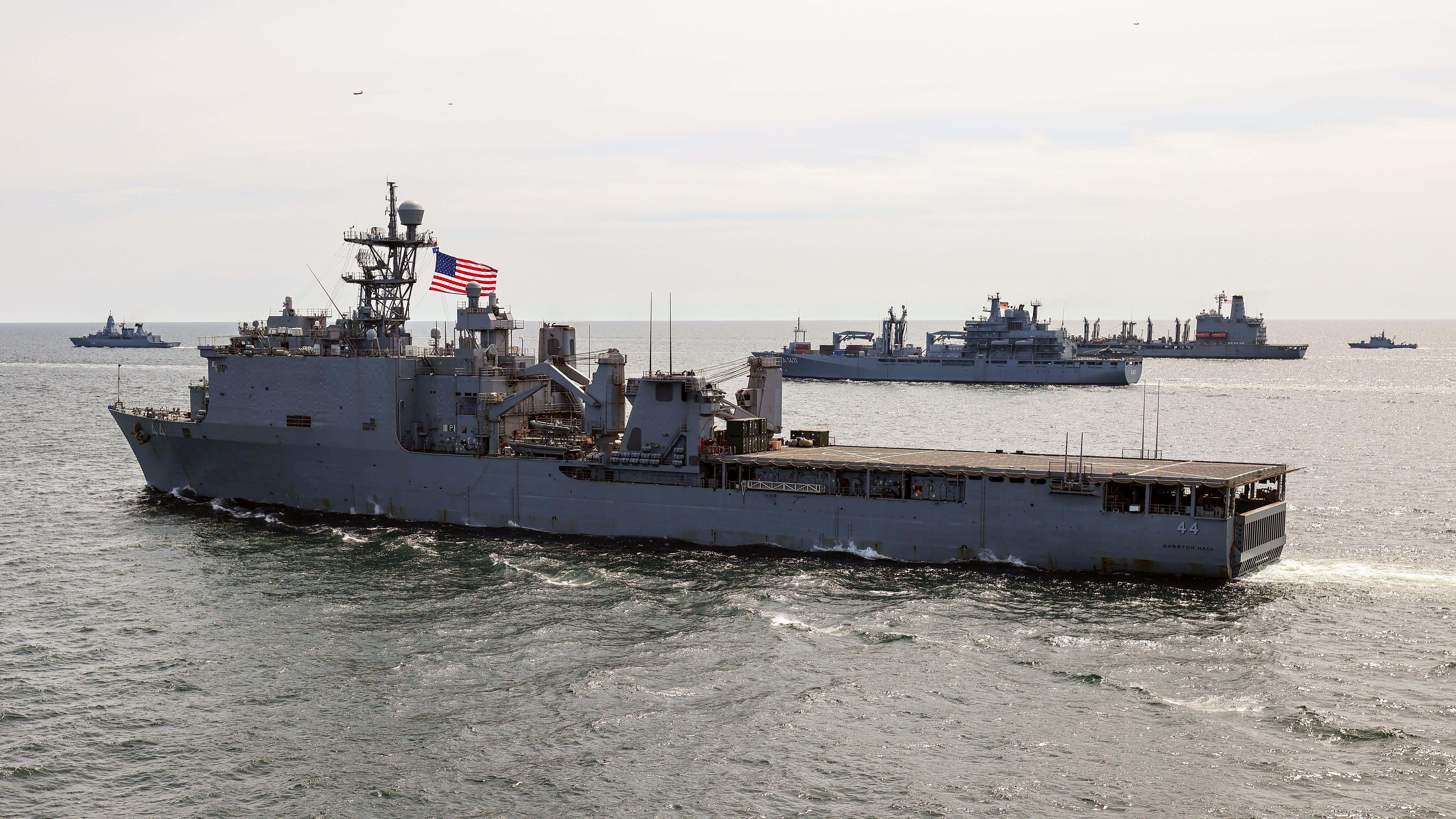
El USS Guston Hall junto al Berlin (A1411) y al USNS Patuxent (T-AO-201)

El USS Gunston Hall (LSD-44) es un landing ship dock (LSD) de la clase Whidbey Island asignado en la Armada de los Estados Unidos en 1989.
Fue construido por el Avondale Industries de Nueva Orleans (Luisiana), siendo colocada la quilla en 1986. Fue botado el casco en 1987. Y fue asignado en 1989.
Este buque participó de la Operation Provide Promise en 1993 y la Operación Allied Force en 1998.